# Komitet Ocalenia Publicznego

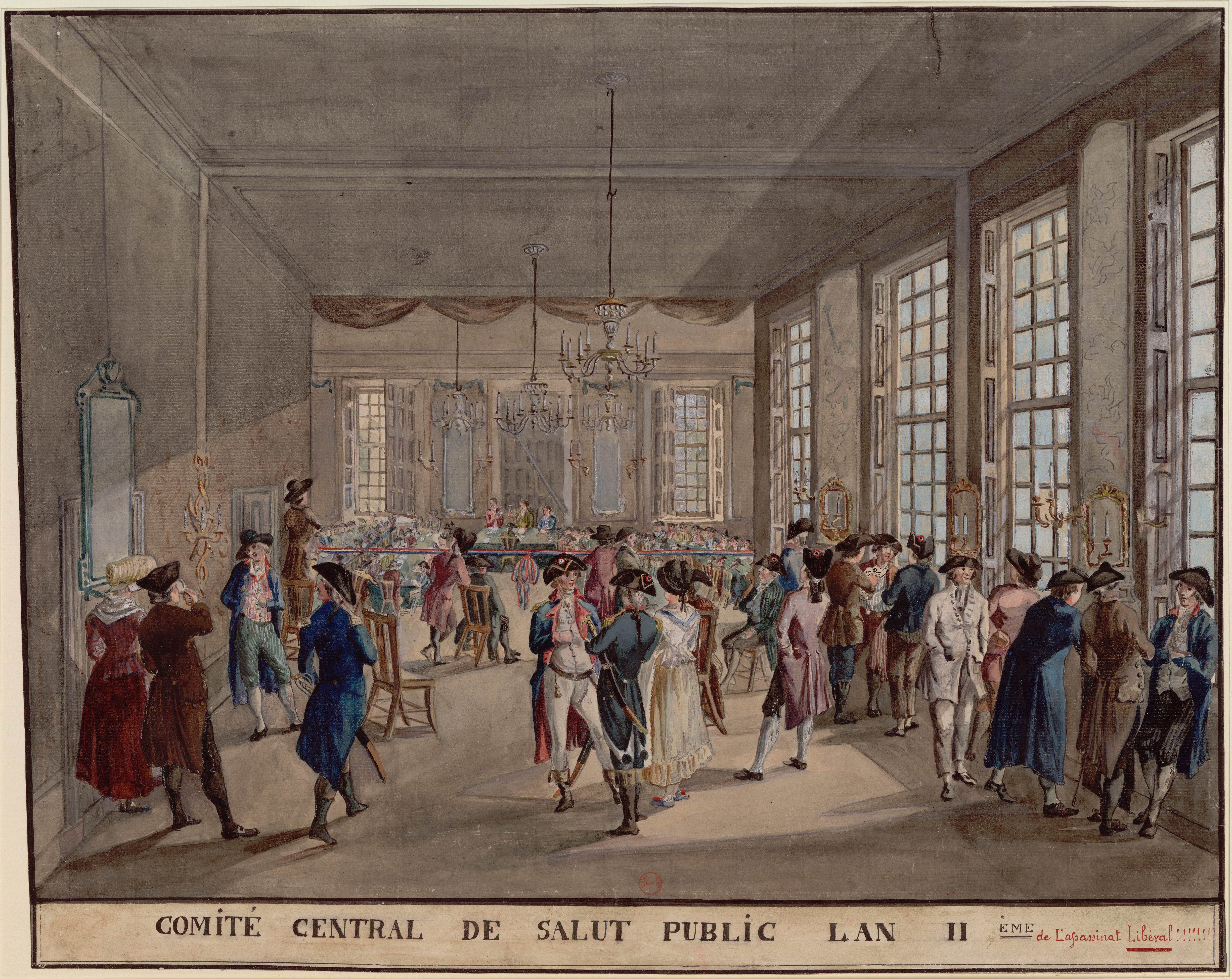
Ilustracja zebrania Komitetu Ocalenia Publicznego.

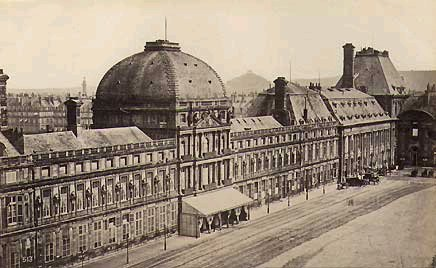
Tuilerie – siedziba Komitetu

Komitet Ocalenia Publicznego (fr. Comité de salut public) – nadzwyczajny organ wykonawczy, powołany w kwietniu 1793 roku w okresie rewolucji francuskiej, przez Konwent, celem opanowania kryzysowej sytuacji państwa, spowodowanej wojną z Austrią i Prusami, chaosem gospodarczym i kontrrewolucją wewnętrzną.

## Uprawnienia i pozycja w systemie władzy
KOP zastąpił radę ministrów, mając faktycznie o wiele większe od niej uprawnienia. Teoretycznie zależny od Konwentu (każda jego propozycja uchwały musiała zostać zatwierdzona przez parlament), w rzeczywistości już od lipca 1793 cieszył się na tyle dużym prestiżem, że jego decyzje przyjmowane były bez dłuższych dyskusji. Komitet miał siedzibę w jednym ze skrzydeł pałacu Tuileries, a jego obrady - w odróżnieniu od Konwentu - nie były jawne.

## Pierwszy skład
Do lipca 1793 r. Komitet zdominowany był przez posłów umiarkowanej lewicy, pozostających pod wpływem Dantona. Choć nominalnie KOP nigdy nie miał przewodniczącego, to ten polityk odgrywał wiodącą rolę w pracach organu władzy. Poza tym członkami Komitetu byli:
| Członek Komitetu                |  | Początek członkostwa | Zakończenie członkostwa | Reprezentowany w Konwencie okręg | Uwagi |
| ------------------------------- |  | -------------------- | ----------------------- | -------------------------------- | --- |
| Georges Danton                  |  | 7 kwietnia 1793      | 10 lipca 1793           | Paryż                            | nie wszedł do drugiego składu Komitetu; podczas terroru jakobińskiego oskarżony o zdradę, skazany na śmierć i ścięty                                                                                        |
| Jean-François Delmas            |  | 7 kwietnia 1793      | 10 lipca 1793           | Haute-Garonne                    | nie wszedł do drugiego składu Komitetu; za Dyrektoriatu członek Rady Starszych |
| Jean-Jacques Bréard             |  | 7 kwietnia 1793      | 5 lipca 1793            | Charente-Inférieure              | nie wszedł do drugiego składu Komitetu; za Dyrektoriatu członek Rady Starszych; za Konsulatu członek Ciała Ustawodawczego (i przez pewien okres jego przewodniczący)                                        |
| Bertrand Barère de Vieuzac      |  | 7 kwietnia 1793      | 1 sierpnia 1794         | Hautes-Pyrénées                  | wszedł do drugiego składu Komitetu |
| Pierre Joseph Cambon            |  | 7 kwietnia 1793      | 10 lipca 1793           | Hérault                          | nie wszedł do drugiego składu Komitetu; po przewrocie 9 thermidora ukrywał się w Montepelier; po restauracji Burbonów jako królobójca skazany na wygnanie przebywał w Belgii; zmarł w Saint Josse Ten Voode |
| Jean Antoine Debry              |  | 7 kwietnia 1793      | 1793                    | Aisne                            | zastąpiony przez Lindeta; nie wszedł do drugiego składu Komitetu; po restauracji Burbonów jako królobójca skazany na wygnanie przebywał w Niderlandach; po rewolucji lipcowej wrócił do Francji             |
| Louis-Bernard Guyton de Morveau |  | 7 kwietnia 1793      | 10 lipca 1793           | Côte d’Or                        | nie wszedł do drugiego składu Komitetu; za Dyrektoriatu członek Rady Pięciuset |
| Jean Baptiste Robert Lindet     |  | 7 kwietnia 1793      | 12 czerwca 1793         | Eure                             | zasiadał w Komitecie z krótką przerwą - zarówno w jego pierwszym jak i drugim składzie |
| Jean Baptiste Treilhard         |  | 7 kwietnia 1793      | 12 czerwca 1793         | Seine-at-Oise                    | nie wszedł do drugiego składu Komitetu; za Dyrektoriatu członek Rady Pięciuset; radca stanu za Konsulatu i I Cesarstwa                                                                                      |
| Jean-François Delacroix         |  | 7 kwietnia 1793      | 10 lipca 1793           | Eure-at-Loir                     | nie wszedł do drugiego składu Komitetu; podczas terroru jakobińskiego oskarżony o zdradę, skazany na śmierć i ścięty                                                                                        |

## Drugi skład
Komitet kierowany przez Dantona nie spełnił stawianych wobec niego oczekiwań i został 27 lipca 1793 roku zastąpiony przez bardziej lewicowy skład z Maksymilianem Robespierre jako nieformalnym przywódcą. Kierowany przez niego Komitet zdołał wyprowadzić kraj z największego kryzysu i dlatego zyskał przydomek Wielkiego Komitetu. We wrześniu 1793 r. do KOP dołączyli, na wyraźne żądanie sankiulotów dwaj ultraradykałowie: Jacques-Nicolas Billaud-Varenne i Jean-Marie Collot d’Herbois.
Skład KOP (do 27 lipca 1794):
| Członek Komitetu                |  | Początek członkostwa | Zakończenie członkostwa | Reprezentowany w Konwencie okręg | Uwagi |
| ------------------------------- |  | -------------------- | ----------------------- | -------------------------------- | --- |
| Bertrand Barère de Vieuzac      |  | 7 kwietnia 1793      | 1 sierpnia 1794         | Hautes-Pyrénées                  | po przewrocie 9 thermidora, skazany na deportację do Gujany Francuskiej zbiegł i ukrywał się w Bordeaux; po restauracji Burbonów został wygnany jako królobójca i osiadł w Brukseli; po rewolucji lipcowej wrócił do Francji gdzie pozostawał do śmierci                                      |
| Jean Baptiste Robert Lindet     |  | 22 czerwca 1793      | 6 października 1794     | Eure                             | po przewrocie 9 thermidora aresztowany; brał udział w Sprzysiężeniu Równych; za Dyrektoriatu przez krótki okres pełnił urząd ministra finansów; po restauracji Burbonów został jako królobójca skazany na wygnanie, jednak pozostał nielegalnie we Francji, aż do śmierci                     |
| Pierre-Louis Prieur             |  | 10 lipca 1793        | 31 lipca 1794           | Marna                            | po przewrocie 9 thermidora ukrywał się; objęty amnestią; po restauracji Burbonów został wygnany jako królobójca; zmarł w Brukseli |
| Thomas-Augustin de Gasparin     |  | 10 lipca 1793        | 24 lipca 1793           | Bouches-du-Rhone                 | ustąpił protestując przeciw aresztowaniu Custine'a; zastąpiony przez Robespierre’a; zmarł na zapalenie płuc |
| Jacques Alexis Thuriot          |  | 10 lipca 1793        | 20 września 1793        | Marna                            | ustąpił protestując przeciw usunięciu Houcharda z urzędu; podczas przewrotu 9 thermidora nie pozwolił Robespierre’owi wygłosić przemówienia; zagrożony aresztowaniem zbiegł i ukrywał się do czasu ogłoszenia amnestii; po restauracji Burbonów został wygnany jako królobójca; zmarł w Liège |
| Marie-Jean Hérault de Séchelles |  | 10 lipca 1793        | 29 grudnia 1793         | Seine-at-Oise                    | podczas terroru jakobińskiego oskarżony o zdradę, skazany na śmierć i ścięty |
| André Jeanbon Saint André       |  | 10 lipca 1793        | 31 lipca 1794           | Lot                              | w czasach Dyrektoriatu konsul w Algierze i Smyrnie; za Konsulatu prefekt Mont-Tonnerre; zmarł w Moguncji |
| Louis de Saint-Just             |  | 10 lipca 1793        | 27 lipca 1794           | Aisne                            | obalony podczas przewrotu 9 thermidora, uznany za wyjętego spod prawa i ścięty bez procesu |
| Georges Couthon                 |  | 10 lipca 1793        | 27 lipca 1794           | Puy-at-Dôme                      | obalony podczas przewrotu 9 thermidora, uznany za wyjętego spod prawa i ścięty bez procesu |
| Maximilien de Robespierre       |  | 27 lipca 1793        | 27 lipca 1794           | Paryż                            | obalony podczas przewrotu 9 thermidora, uznany za wyjętego spod prawa i ścięty bez procesu |
| Jacques Nicolas Billaud-Varenne |  | 6 sierpnia 1793      | 1 sierpnia 1794         | Paryż                            | podczas przewrotu 9 thermidora wystąpił przeciw Robespierrowi, mimo to został skazany na deportację do Gujany Francuskiej; ułaskawiony za Konsulatu; pod koniec życia przebywał w Stanach Zjednoczonych i na wyspie Haiti; zmarł w San Domingo                                                |
| Jean-Marie Collot d’Herbois     |  | 6 sierpnia 1793      | 1 sierpnia 1794         | Paryż                            | podczas przewrotu 9 thermidora wystąpił przeciw Robespierrowi, mimo to został skazany na deportację do Gujany Francuskiej gdzie zmarł na żółtą febrę |
| Lazare Carnot                   |  | 14 sierpnia 1793     | 6 października 1794     | Pas-de-Calais                    | jeden z członków Dyrektoriatu; minister wojny za Konsulatu oraz minister spraw wewnętrznych podczas 100 dni Napoleona po ostatecznej przegranej Napoleona osiedlił się w Magdeburgu gdzie zmarł                                                                                               |
| Claude-Antoine Prieur-Duvernois |  | 14 sierpnia 1793     | 6 października 1794     | Côte-d’Or                        | za Dyrektoriatu członek Rady Pięciuset; po objęciu władzy przez Napoleona odszedł od polityki; zmarł w Dijon |

## Upadek Robespierre’a
Tarcia wewnętrzne w Komitecie Ocalenia Publicznego stały się jedną z ważniejszych przyczyn upadku jakobinów. Fanatyzm ideowy Robespierre’a przerażał większość członków KOP (poza Saint-Justem i Couthonem), którzy w obawie o własne życie zawiązali spisek i 9 thermidora roku II (27 lipca 1794) doprowadzili w Konwencie do aresztowania Robespierre’a i stronników, a następnie do ich egzekucji.
W okresie potermidoriańskim KOP stracił nadzwyczajne uprawnienia i miał zajmować się jedynie polityką zagraniczną i wojskowością. Wprowadzono zasadę rotacji członków, a w 1795 r. całkowicie zlikwidowano ten organ władzy.